# 최익선
최익선(1963년 4월 25일 ~ )은 대한민국의 울산MBC 기자, 앵커이다.

## 출연 프로그램

### TV
- 울산MBC - 뉴스데스크